# Glypta nigroplica
Glypta nigroplica là một loài tò vò trong họ Ichneumonidae.